# 納雷琴冰川
納雷琴冰川（英語：Narechen Glacier）是南極洲的冰川，位於亞歷山大一世島西北部，長9公里、寬11公里，最終注入拉扎列夫灣，以保加利亞南部城鎮命名。

## 外部連結

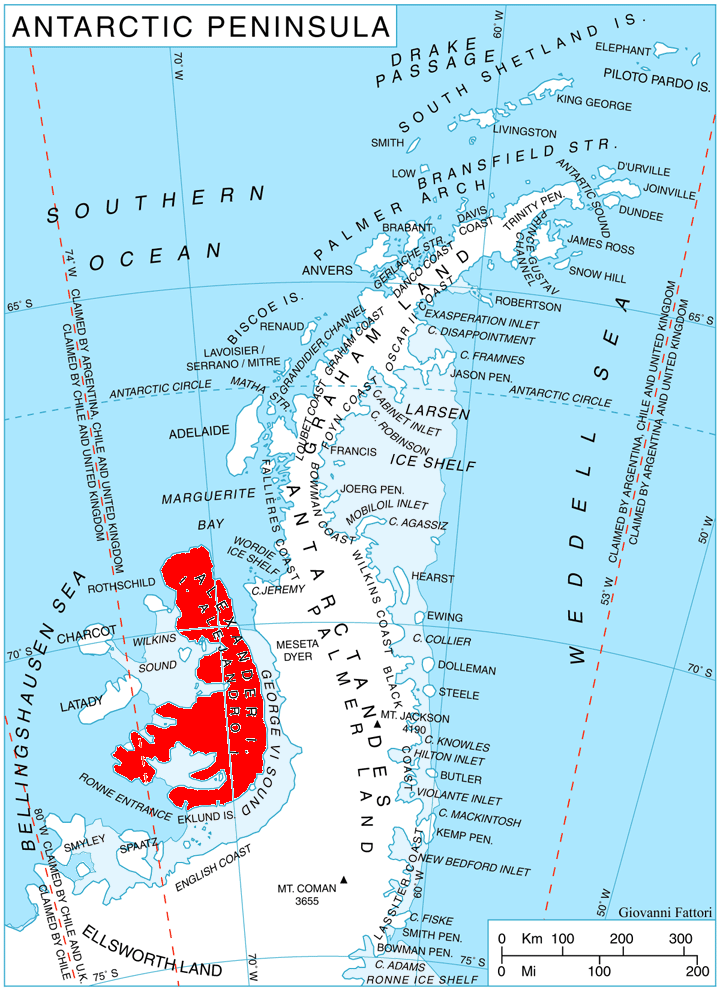

- Narechen Glacier. SCAR Composite Gazetteer of Antarctica.

69°34′30″S 71°40′20″W / 69.57500°S 71.67222°W